# Jeffrey McLaughlin
Pour les articles homonymes, voir McLaughlin.
Jeffrey McLaughlin, né le 30 octobre 1965 à Summit (New Jersey), est un rameur d'aviron américain.

## Palmarès

### Jeux olympiques
- Séoul 1988
  -  Médaille de bronze en huit
- Barcelone 1992
  -  Médaille d'argent en quatre sans barreur.

### Championnats du monde
- Championnats du monde d'aviron 1987
  -  Médaille d'or
- Championnats du monde d'aviron 1991
  -  Médaille d'argent[1].